# 謝三升
謝三升（1943年4月22日—1997年3月15日），台灣台南縣學甲鎮（今臺南市學甲區）人士，台灣民主進步黨籍政治人物，曾任台灣省議員，台灣戒嚴時期於台灣省議會與蘇貞昌、游錫堃合稱為「黨外鐵三角」。

## 生平
謝三升出身於台南州北門郡學甲溪墘謝姓庄頭，為國立政治大學公共行政學系碩士，投入黨外運動。
1977年，謝三升首度投入台灣省議員選舉，受潘輝全、林文定支持，以「三斤米換無一包煙」（三台斤稻米換不到一包香菸）為口號批評中國國民黨的農業政策，開票當日電台一度報導當選，選委會卻在隔日宣布落選。
1980年，謝三升投入立法委員選舉，高舉「反攻無望論」、「番薯毋驚落土爛，只求枝葉代代湠」（番薯不怕落土爛，只求枝葉代代傳）的口號，仍然落選。
1981年，謝三升以黨外身分當選第7屆台灣省議員，有「小孔明」之稱，與蘇貞昌、游錫堃組成問政小組。1984年，謝三升以台灣省政府編列超額預算違憲為由，發動黨外16位省議員集體辭職表示抗議，亦即台灣省議會「霧峰事件」；唯謝、蘇、游三人堅持到底辭去議員席位，遂贏得「黨外鐵三角」美稱。嗣後，連任第九、第十屆省議員。
1986年9月28日，民主進步黨成立，謝三升為創黨黨員，屬於美麗島系成員。1989年縣市長選舉中，台南縣長選舉爆發作票爭議，民主進步黨籍候選人李宗藩落選；謝三升時已當選省議員，仍然以「選務不公」要求重新辦理選舉。
1993年，謝三升參與民主進步黨臺南縣長候選人初選，因黨員投票部分不敵鄭自才與陳唐山。又因罹患肝癌，轉而支持陳唐山，並於縣長選舉中大力輔選，使陳唐山順利當選縣長。
1997年3月15日，謝三升因肝癌病逝於省立臺南醫院。

## 家人
- 妻：陳繡鳳，地方人稱三升嫂，為謝三升經營地方經層，勤跑婚、喪場合，地方人士曾多次倡議其出馬競選地方公職。
- 子：謝宗霖